# Dioráma

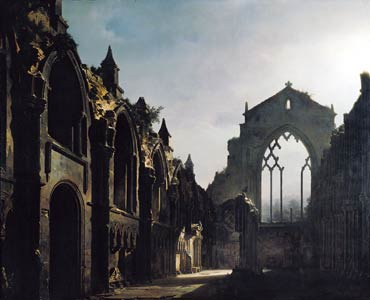
Louis Daguerre: olejomalba dioramatu Ruiny kaple v Holyroodu, 211×256,3cm, 1824

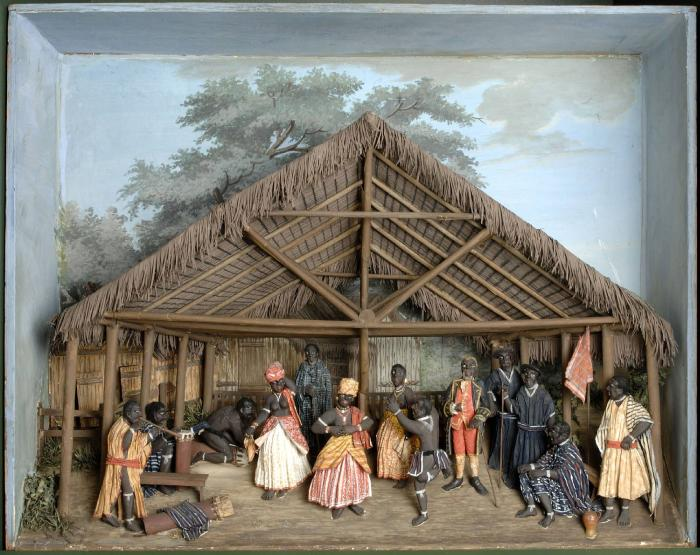
Gerrit Schouten: dioráma s otroky, 1819

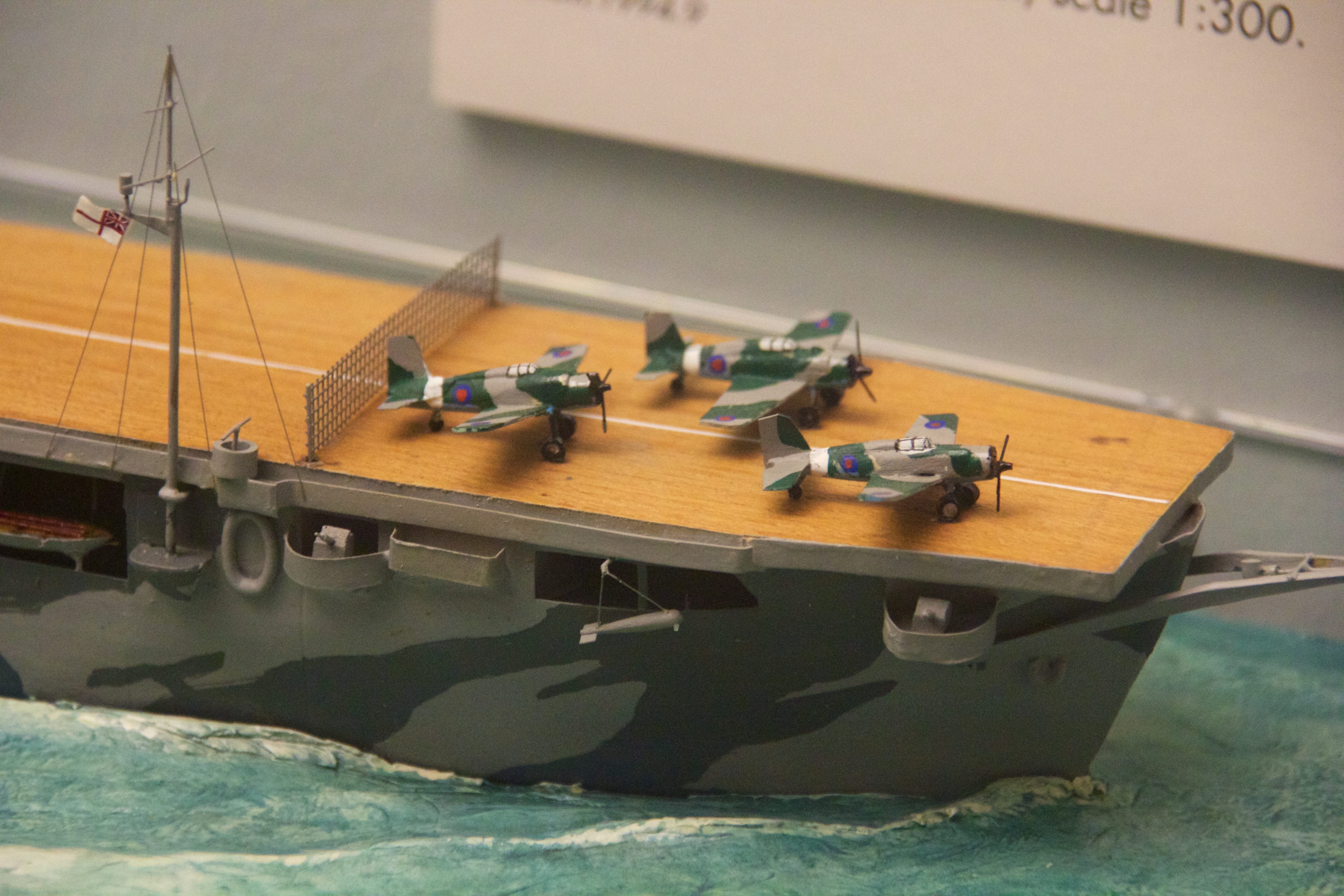
Dioráma letadlové lodi v 1:300

Dioráma (slovo se používá jak v ženském rodu – diorámy, tak ve středním – diorámatu) je scéna s obrazem či obrazy a dalšími prvky, která se snaží navodit dojem skutečnosti. Velká dioramata byla budována především v 19. století. V modelářství se dioráma objevuje velice často. Na zadní stěně obvykle bývá věrně namalováno pozadí, před ním jsou umístěny plastické (3D) modely. Jako celek pak má model působit realisticky.

## Historie
Jako první vynalezl dioráma francouzský umělec a fotograf Louis Daguerre. Daguerre maloval dioramata, obrazy a také scény pro různá divadla. Vybíral si většinou témata krajin, interiéry, kaple nebo sopky.
Malby nanášel na tenké plátno. K obrazu často přidával reálné rekvizity, aby posílil zážitek diváka. Obraz byl osvětlován zepředu i zezadu, aby byl naznačen postupný přechod z denního světla na večerní. Světlo se také používalo při objevování a mizení herců a hereček. Když byla dokončena jedna scéna hry, hlediště se otočilo k jinému obrazu na jevišti. Tato dioramata se používala v rané době filmu a byla velmi populární. První dioráma bylo představeno v Paříži v roce 1822. Jeho úspěch byl tak velký, že byl Daguerre požádán, aby vytvořil další dioráma pro Londýn. To bylo nakonec představeno v parku Square East roku 1823.
V Česku je známé Maroldovo panoráma Bitva u Lipan znázorňující stejnojmennou bitvu z roku 1434. Jedná se o obraz s modelem popředí krajiny se skutečnými prvky jako terénní nerovnosti, kusy zbraní a výstroje apod. ve skutečné velikosti nebo diorama boje Pražanů se Švédy na Karlově mostě při švédském obléhání Prahy 1648 v zrcadlovém bludišti na Petříně.
Další dioráma s názvem Pobití Sasíků pod Hrubou Skálou je v Turnovském muzeu. Namaloval ho na objednávku Klubu českých turistů v roce 1895 český malíř Mikoláš Aleš spolu s Vojtěchem Bartoňkem, Karlem Vítězslavem Maškem a Václavem Jansou. Nezrealizovány zůstaly návrhy Jana Šebka z let 1933–1935 na panoramatický obraz husitské bitvy u Domažlic.